# Fandje Touré
Djibril Fandje Touré (* 1. November 2002) ist ein guineischer Fußballspieler.

## Karriere

### Verein
Touré wechselte nach seinem 18. Geburtstag im November 2020 von der Cefomig University Conakry nach England zum FC Watford, wo er allerdings nur in der Jugend spielte. Im August 2021 wurde er für zwei Jahre an den österreichischen Zweitligisten SV Horn verliehen. Sein Debüt in der 2. Liga gab er im Oktober 2021, als er am zwölften Spieltag der Saison 2021/22 gegen den Floridsdorfer AC in der 76. Minute für Ilter Ayyildiz eingewechselt wurde.
Für Horn kam er insgesamt zu neun Zweitligaeinsätzen. Im September 2022 wurde der Leihvertrag vorzeitig beendet. Ein halbes Jahr später wechselte Touré nach Tschechien zum MFK Vyškov.

### Nationalmannschaft
Der damals erst 14-jährige Touré nahm 2017 mit der guineischen U-17-Auswahl am Afrika-Cup teil. Mit Guinea wurde er Dritter, der Stürmer kam während des Turniers in allen fünf Partien zum Einsatz und wurde mit sechs Treffern auch Torschützenkönig. Durch den dritten Platz durfte das Land im selben Jahr auch bei der WM teilnehmen, für die Touré ebenfalls nominiert wurde. Bei der WM schied Guinea allerdings bereits in der Vorrunde aus; erneut kam der Angreifer in allen Partien seines Landes zum Einsatz und machte diesmal zwei Tore. 